# 田中駿汰
田中駿汰（1997年5月26日—），日本足球運動員，司職後衛，現效力日職球隊大阪櫻花，日本國家足球隊成員。

## 國家隊生涯
2019年12月4日，日本足协公布了参加2019年东亚杯的男足国家队22人大名单，田中骏汰首次入选。

## 外部連結
- 日本職業足球聯賽中的田中駿汰 （日語）
- 田中駿汰的X（前Twitter）